# Just Yet, But Not Quite
Just Yet, But Not Quite è un cortometraggio muto del 1916 sceneggiato e diretto da Craig Hutchinson.

## Produzione
Il film fu prodotto dall'Universal Film Manufacturing Company.

## Distribuzione
Distribuito dall'Universal Film Manufacturing Company, il film - un cortometraggio di una bobina - uscì nelle sale cinematografiche USA il 22 aprile 1916.